# Douma de l'oblast de Mourmansk
VIIe législature
no 2, rue Sofia Perovskaïa, Mourmansk
La douma de l'oblast de Mourmansk (en russe : Мурманская областная дума) est l'organe législatif régional de l'oblast de Mourmansk en Russie. Le parlement est composé de 32 députés élus pour 5 ans au suffrage universel direct. À la suite des dernières élections en 2021, l'assemblée est dominée par Russie unie.

## Élections

### 2016
| Parti,        | Parti,        | %     | Sièges |
| ------------- | ------------- | ----- | ------ |
|               | Russie unie   | 39.20 | 25     |
|               | LDPR          | 20.95 | 4      |
|               | KPRF          | 12.31 | 2      |
|               | Russie juste  | 10.23 | 1      |
|               |               |       |        |
| Participation | Participation | 39.20 |        |

### 2021
| Parti,        | Parti,        | %     | Sièges |
| ------------- | ------------- | ----- | ------ |
|               | Russie unie   | 36.02 | 25     |
|               | KPRF          | 19.58 | 3      |
|               | Russie juste  | 16.99 | 2      |
|               | LDPR          | 13.34 | 1      |
|               | RPPSS         | 10.70 | 1      |
|               |               |       |        |
| Participation | Participation | 42.80 |        |